# Muñequitas de medianoche
Muñequitas de medianoche es una película de Argentina filmada en Eastmancolor dirigida por Patricia Gal que se produjo en 1974 pero no fue estrenada comercialmente.
Tuvo como actores principales a Virginia Lago, Susana Campos, Guillermo Murray y Susy Kent.

## Sinopsis
El tema del filme es la actitud de los adultos acerca de la adopción de menores.

## Reparto
- Virginia Lago
- Susana Campos
- Guillermo Murray
- Susy Kent
- Cristina Gaymar
- Jesús Pampín
- Betiana Blum
- Oscar Brizuela
- Raúl Soto
- Marta Roldán
- Ramón Perello